# Christian Gottfried Ehrenberg

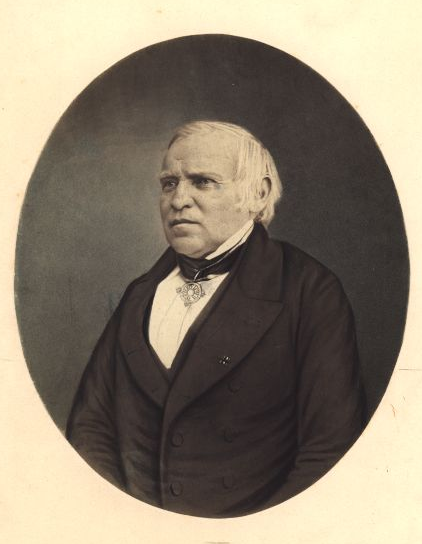
Christian Gottfried Ehrenberg, Foto Berlin 1859.

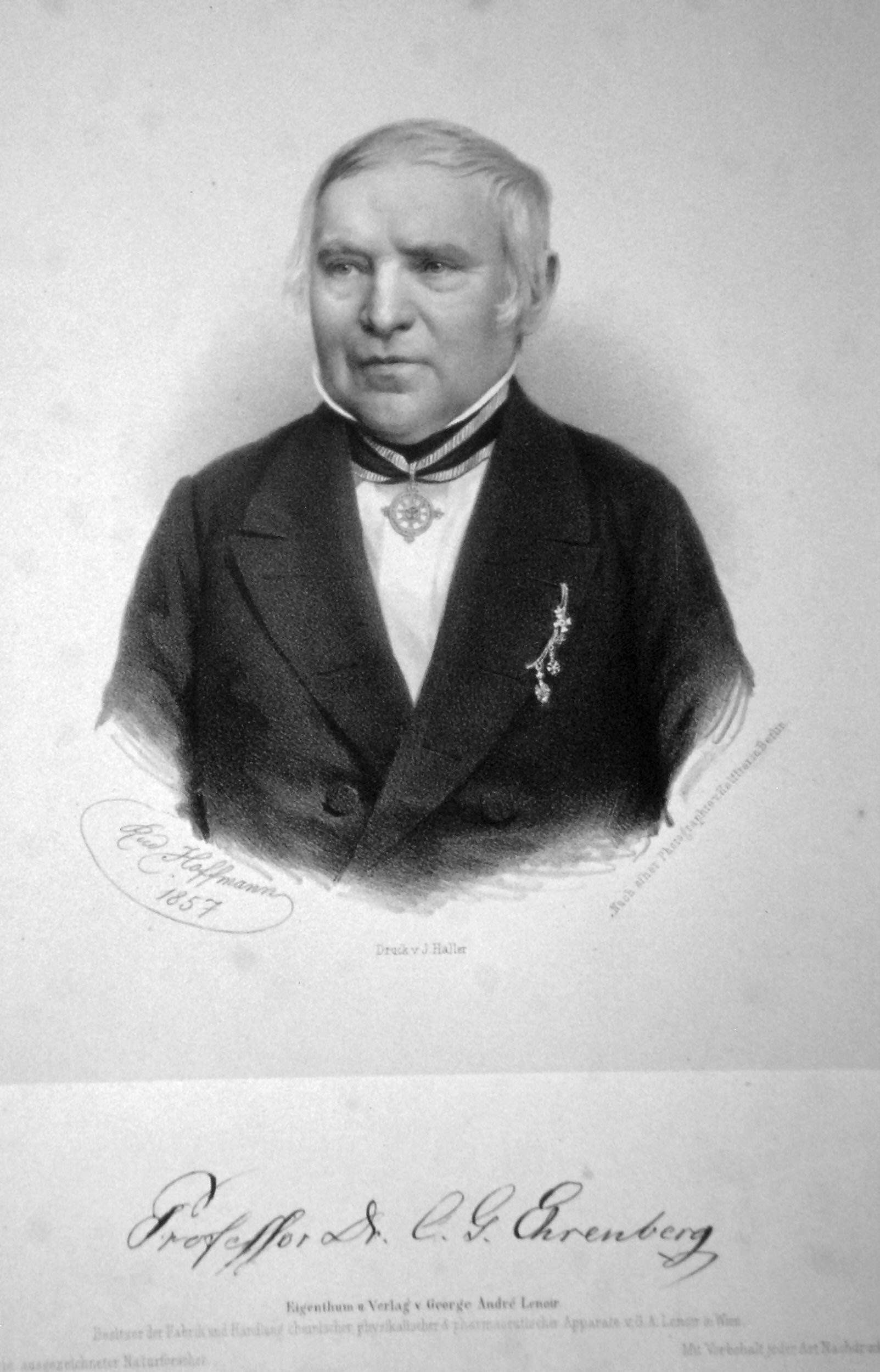
Christian Gottfried Ehrenberg, Lithographie von Rudolf Hoffmann

Christian Gottfried Ehrenberg (* 19. April 1795 in Delitzsch; † 27. Juni 1876 in Berlin) war ein deutscher Zoologe, Ökologe und Geologe und zählt zu den bekanntesten und produktivsten Wissenschaftlern seiner Zeit. Er war sächsisch-preußischer Professor an der Friedrich-Wilhelm-Universität Berlin und wurde zum Geheimen Medizinalrat ernannt. Er ist der Begründer der Mikropaläontologie und Infusiorenkunde (Mikrobiologie). Sein offizielles botanisches Autorenkürzel lautet „Ehrenb.“

## Leben
Ehrenberg wurde im Haus mit der heutigen Anschrift Hallesche Straße 36 als Sohn des Delitzscher Bürgers, Hospitalvorstehers und Stadtrichters Johann Gottfried Ehrenberg geboren. Er besuchte von 1809 bis 1815 die Landesschule Pforta, studierte auf Wunsch seines Vaters ab 1815 Theologie an der Theologischen Fakultät der Universität Leipzig und dann 1817/18 Medizin und Naturwissenschaften. Während dieser Zeit beschrieb er den Schimmelpilz Syzygites. Im Jahre 1818 promovierte er mit einer Arbeit über Pilze (Sylvae mycologicae Berolinenses) und wurde Mitglied der Leopoldina in Halle (Saale). Dann unternahm er mehrere kleinere Expeditionen.
Er war ein Forschungsbegleiter und Freund von Alexander von Humboldt.
Von 1820 bis 1825 unternahm er zusammen mit seinem Freund Friedrich Wilhelm Hemprich eine Expedition in den Nahen Osten und nach Arabien. Hier sammelten sie tausende von Pflanzen- und Tierarten. Sie erkundeten Teile Ägyptens, Palästinas, der libyschen Wüste, des Niltals und der Nordküste des Roten Meeres, wo Ehrenberg sich besonders mit Korallen beschäftigte. Eine weitere Expedition 1825/26 führte sie durch Syrien, die Arabische Halbinsel und Abessinien, wo Hemprich am 30. Juni 1825 an Fieber starb. Nach seiner Rückkehr veröffentlichte Ehrenberg eine Reihe von Artikeln über Insekten und Korallen sowie zwei Bände Symbolae physicae (1828–1834), in denen er Säugetiere, Vögel und Insekten wissenschaftlich beschrieb.

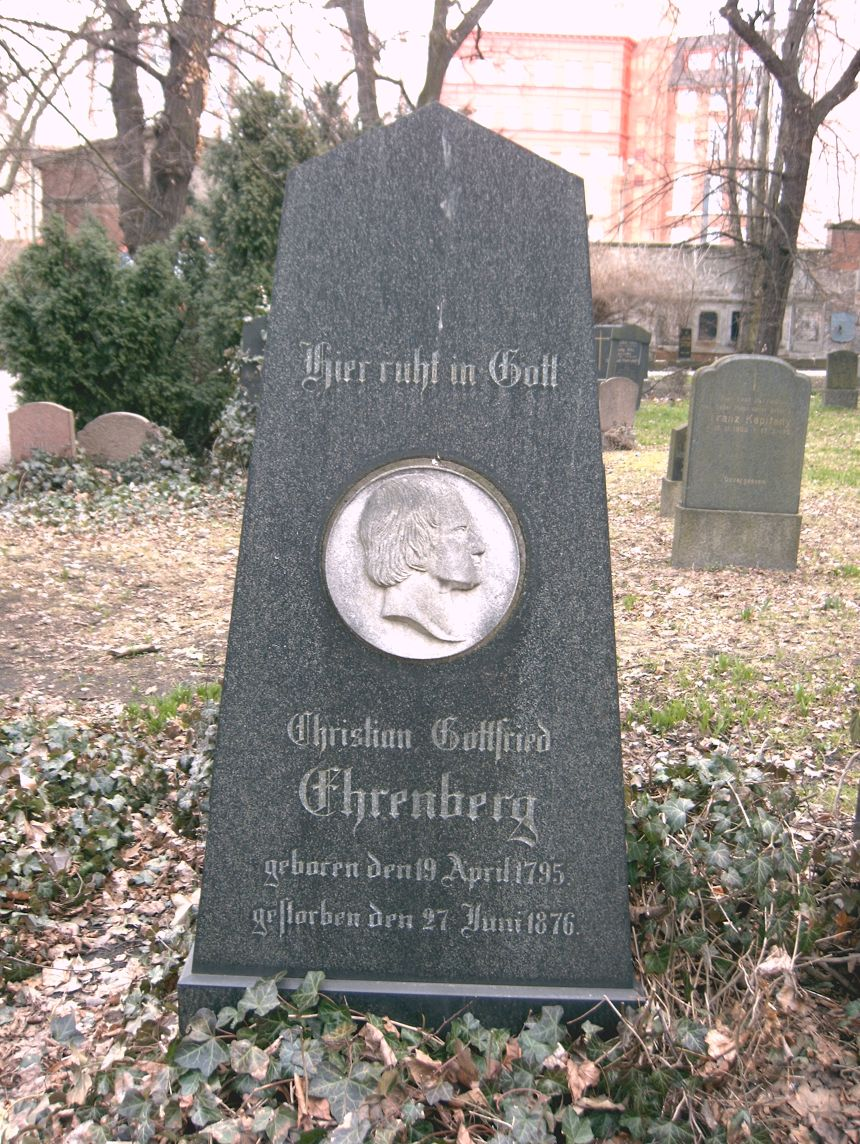
Grabstein, St. Marien- und St. Nikolai-Friedhof I, Berlin-Prenzlauer Berg

1827 wurde er außerordentlicher Professor für Medizin an der Friedrich-Wilhelms-Universität und 1839 ordentlicher Professor. 1829 begleitete er Alexander von Humboldt und Gustav Rose auf einer Expedition durch Russland bis zum Ural und durch Sibirien bis zum Altai, bei der sie bis zur chinesischen Grenze vorstießen. Ehrenbergs Tagebuch der russisch-sibirischen Reise 1829 wurde im Rahmen der edition humboldt digital der Berlin-Brandenburgischen Akademie der Wissenschaften, in deren Archiv das Original verwahrt wird, 2019 erstmals ediert. Nach der Rückkehr von dieser Expedition konzentrierte sich Ehrenberg auf Kleinstorganismen, die bis zu diesem Zeitpunkt noch nicht systematisch erforscht waren. Während der nächsten 30 Jahre untersuchte Ehrenberg zahllose Wasser-, Gesteins- und Sedimentproben auf Kleinstlebewesen hin. Dabei bediente er sich der Mikroskope des Berliner Optikers Schieck, mit dem er überdies eng zusammenarbeitete. Hin und wieder wurden die Mikroskope von Schieck in Fachkreisen sogar Ehrenberg-Mikroskope genannt. Der Protozoologe Ehrenberg beschrieb tausende neuer Arten, darunter heute so bekannte wie das Augentierchen (Euglena) und die Pantoffeltierchen Paramecium caudatum und Paramecium aurelia.
Sein besonderes Interesse galt dabei den Einzellern. Im Gegensatz zu seinem Gegenspieler Félix Dujardin (1801–1860) ging Ehrenberg irrtümlich davon aus, dass die Einzeller die gleichen Organe wie die höheren (vielzelligen) Organismen hätten. Felix Dujardin sprach 1835 hier von Sarkoden, ein Begriff, der später durch den Botaniker Hugo von Mohl (1805–1872) mit Protoplasma, für die intrazellulare Substanz der Einzeller Rhizopoden ersetzt wurde.
Ehrenberg bewies außerdem, dass das Meeresleuchten auf Mikroorganismen zurückgeht. Seine Studien über Mikroorganismen setzte er bis zu seinem Tod in Berlin fort. Sein Grab befindet sich auf dem St.-Marien- und St.-Nikolai-Friedhof I im Berliner Ortsteil Prenzlauer Berg. Es war bis zum Jahr 2015 als Ehrengrab der Stadt Berlin gewidmet.

## Familie
Ehrenberg war der Sohn von Johann Gottfried Ehrenberg (1757–1826) und seiner Frau Christiane Dorothea Becker (1769–1808). Sechs Jahre später kam sein Bruder Carl August Ehrenberg zur Welt, der später ein renommierter Botaniker und Kakteenforscher wurde.
Bereits bevor Ehrenberg (1831) Julie Rose (1804–1848) heiratete, hatte er 1829 gemeinsam mit deren Cousin, Gustav Rose, (Bruder von Heinrich Rose) an Alexander von Humboldts Russlandexpedition teilgenommen. Das Paar hatte einen Sohn Johannes Alexander (c.1832–1834), als dessen Pate Alexander v. Humboldt einstand (welcher auch Pate des jüngsten Sohnes wurde) und vier Töchter, Helene (1834–1890), Mathilde (geb. 1835), Laura (1836–1875) und Clara Ehrenberg (1838–1916), die später Assistentin ihres Vaters wurde. Ihr jüngster Sohn Hermann Alexander Ehrenberg (geb. 1840) wurde später Baurat in Kiel. Da auch seine Töchter eine gute Ausbildung erhalten sollten, schickte ihr Vater sie in Berlin auf eine Privatschule, die Königin-Luise-Stiftung. Seine Tochter Helene heiratete später den Botaniker Johannes von Hanstein, während die Ehe von Mathilde Ehrenberg zum Schwiegervater des Chemikers Carl Rammelsberg machte.
Vier Jahre nach dem Tod seiner ersten Frau heiratete Ehrenberg in zweiter Ehe 1852 Karoline Friederike Friccius (1812–95), eine Tochter des Generalauditeurs der preußischen Armee Karl Friedrich Friccius, die außerdem mit Eilhard Mitscherlich verwandt war.

## Auszeichnungen und Erbe

Ehrenberg-Gedenkstein in Delitzsch

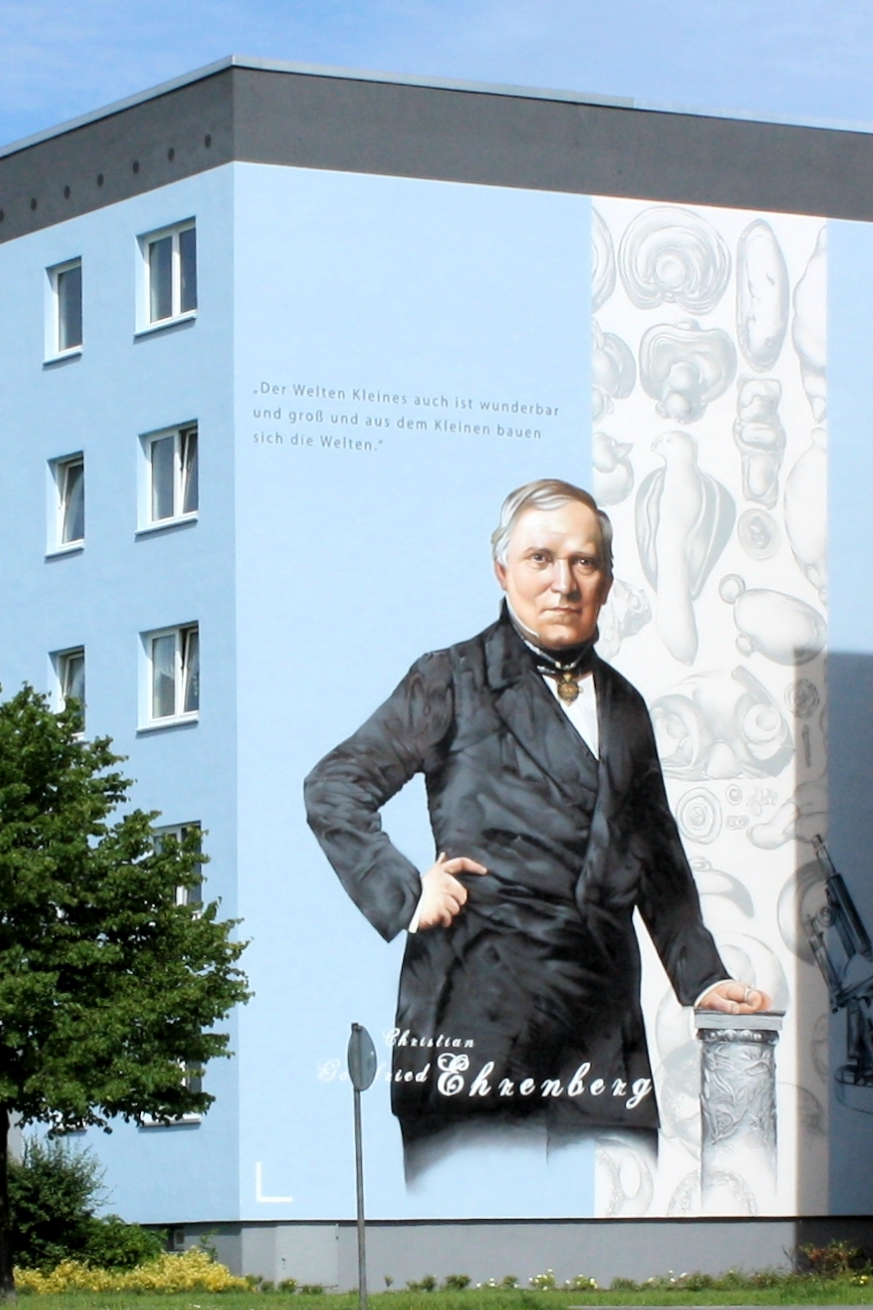
2013 in seiner Geburtsstadt Delitzsch gestaltete Fassade mit C. G. Ehrenberg

Ehrenberg wurde am 18. Juni 1827 ordentliches Mitglied der Königlich-Preußischen Akademie der Wissenschaften in Berlin. Seit 1834 war er auswärtiges Mitglied der Bayerischen Akademie der Wissenschaften. Er war außerdem seit Dezember 1831 korrespondierendes Mitglied der Académie des sciences in Paris (seit 1860 associé étranger), ausländisches Mitglied der Royal Society sowie Mitglied der Russischen Akademie der Wissenschaften in Sankt Petersburg (seit 1840 Ehrenmitglied), Ehrenmitglied der Royal Society of Edinburgh und wurde 1839 mit der Wollaston-Medaille, der höchsten Auszeichnung der Geological Society of London geehrt. Als 1838 La Société Cuvierienne gegründet wird, war er eines der 140 Gründungsmitglieder der Gesellschaft. Im Jahre 1842 wählte man ihn zum Sekretär der Physikalisch-Mathematischen Abteilung der Königlich-Preußischen Akademie der Wissenschaften, ein Amt, das er bis 1867 bekleidete. 1849 wurde er in die American Academy of Arts and Sciences und 1851 in die Göttinger Akademie der Wissenschaften gewählt. 1867 wurde er in den preußischen Orden Pour le Mérite für Wissenschaften und Künste aufgenommen. 1853 erhielt er den Bayerischen Maximiliansorden für Wissenschaft und Kunst.  Viermal war er Dekan seiner Fakultät und 1855/56 Rektor der Friedrich-Wilhelms-Universität. Ihm wurde 1877 posthum als erstem die Leeuwenhoek-Medaille verliehen.
Die Sammlung seiner Studien befindet sich heute im Museum für Naturkunde der Humboldt-Universität zu Berlin. Die „Ehrenberg-Sammlung“ umfasst 40.000 mikroskopische Präparate, 5.000 Proben, 3.000 Zeichnungen und fast 1.000 Briefe. Auch das Museum von Schloss Delitzsch verfügt über eine beträchtliche Ehrenberg-Sammlung. Die Ehrenbergstraße in Berlin-Dahlem war die erste Adresse von Albert Einstein, nachdem er nach Berlin gezogen war. 1900 wurde die Ehrenbergstraße in Berlin-Friedrichshain nach ihm benannt.
Der Eßlinger Oberbaurat Hellmut Ehrenberg war ein Urenkel von Christian Gottfried Ehrenberg.
Ehrenberg zu Ehren wurde 1949 das Gymnasium in Delitzsch Christian-Gottfried-Ehrenberg-Gymnasium genannt. Auch eine der Bastian-Inseln in der Hinlopenstraße (Spitzbergen) ist nach Christian Gottfried Ehrenberg benannt.
Nach ihm benannt ist die Gattung Ehrenbergia Spreng. aus der Familie der Rötegewächse (Rubiaceae).

## Erwähnenswert
Ehrenberg hatte die Infusorien („Infusionstierchen“) auch in Berlin entdeckt und bemerkte 1838, „dass ein großer Teil des Grund und Bodens, auf dem Berlin, steht, aus diesen winzigen hartschaligen Tierchen“ besteht. Nach einem populärwissenschaftlichen Vortrag zu dem Thema im Jahr 1842 waren in der Stadt viele besorgt, weil an vielen Häusern Bauschäden aufgetreten waren, dass die „Tierchen gar mit den Häusern davon kriechen“ würden. Ehrenberg beruhigte und tröstete: „das tun die so vorsichtig, meine Herren, daß Sie nicht begreifen, warum Ihr Haus eines Morgens an der Elbe steht“.

## Schriften
- Professor Whitney’s neueste Erläuterungen der Californischen Bacillarien-Gebirge nebst Bemerkungen und Skizzen, den Aufbau von Bacillarien-Wänden betreffend. 1872 (Digitalisat).
- Gedächtnissrede auf Alexander von Humboldt. Oppenheim, Berlin 1870 (Digitalisat).
- Gedächtnissrede gehalten am 3. August 1856. Akademie der Wissenschaften, Berlin 1856 (Digitalisat).
- Über die Stellung der Universitäten im Staate und zur Gesamtbildung, sowie der Erfahrungswissenschaften zu dem Staate. Berlin 1856.
- Mikrogeologie. Das Erden und Felsen schaffende Wirken des unsichtbar kleinen selbstständigen Lebens auf der Erde. Voss, Leipzig 1854–56.
- Über die Formbeständigkeit und den Entwicklungskreis der Organischen Formen. Dümmler, Berlin 1852.
- Passat-staub und Blut-Regen, ein grosses organisches unsichtbares Wirken und Leben in der Atmosphäre. Akademie der Wissenschaften, Berlin 1849 (Digitalisat).
- Mittheilungen über den rothen Passatstaub und das dadurch bedingte Dunkelmeer der Araber. Reimer, Berlin 1848 (Digitalisat).
- Rede zur Feier des Leibnitzischen Jahrestages über Leibnitzens Methode, Verhältniss zur Natur, Forschung und Briefwechsel mit Leeuwenhoek. Voss, Leipzig, Berlin 1845.
- Verbreitung und Einfluss mikroskopischen Lebens in Süd- und Nord-Amerika. Berlin 1843 (Digitalisat).
- Über noch zahlreich jetzt lebende Thierarten der Kreidebildung. Berlin 1840 (Digitalisat).
- Die Bildung der europäischen, libyschen und arabischen Kreidefelsen und des Kreidemergels aus mikroskopischen Organismen. Berlin 1839 (Digitalisat).
- Mikroskopische Analyse des curländischen Meteorpapiers von 1686. Berlin 1839 (Digitalisat).
- Die Infusionsthierchen als vollkommene Organismen : ein Blick in das tiefere organische Leben der Natur : nebst einem Atlas von vierundsechszig colorirten Kupfertafeln, gezeichnet vom Verfasser. Voss, Leipzig 1838 (Digitalisat).
- Die fossilen Infusorien und die lebendige Dammerde. Berlin 1837 (Digitalisat).
- Beobachtung einer auffallenden bisher unerkannten Structur des Seelenorgans bei Menschen und Thieren. Berlin 1836 (Digitalisat).
- Zusätze zur Erkenntnis grosser Organisationen im kleinen Raume. Berlin 1836.
- Das Leuchten des Meeres: neue Beobachtungen nebst Übersicht der Hauptmomente der geschichtlichen Entwicklung dieses merkwürdigen Phänomens, Berlin: Druckerei der Königlichen Akademie der Wissenschaften 1835 (Vortrag vor der Königlichen Akademie der Wissenschaften Berlin 1834).
- Organisation in der Richtung des kleinsten Raumes. Berlin 1834.
- Zur Erkenntniss der Organisation in der Richtung des kleinsten Raumes. Dümmler, Berlin 1832.
- Organisation, Systematik und geograph. Verhältniss der Infusionsthierchen. Zwei Vorträge, in d. Akad. d. Wissensch. zu Berlin gehalten in d. J. 1828 u. 1830. Berlin 1830.
- Symbolae physicae, seu Icones et Descriptiones corporum naturalium novorum aut minus cognitorum […]. 9 Bände, Berlin 1828–45 (co: Friedrich Wilhelm Hemprich und Johann Christoph Klug).
- Die geographische Verbreitung der Infusionsthierchen in Nord-Africa und West-Asien. Berlin 1828.
- Naturgeschichtliche Reisen durch Nord-Afrika und West-Asien in den Jahren 1820 bis 1825 von Dr. W. F. Hemprich und Dr. C. G. Ehrenberg, Historischer Theil. Mittler, Berlin 1828 (Digitalisat).
- Reisen in Aegypten, Libyen, Nubien und Dongala. Mittler, Berlin, Posen, Bromberg 1828 (Digitalisat).
- Beitrag zur Characteristik der nordafrikanischen Wüsten. Schade, Berlin 1827.
- Sylvae mycologicae Berolinensis. Diss. inaug.; cum tab. aen. Bruschcke, Berlin 1818 (Digitalisat).